# Lyra (Marvel Comics)
Lyra è un personaggio dei fumetti creato da Jeff Parker (testi) e Mitch Breitweiser (disegni), pubblicato dalla casa editrice statunitense Marvel Comics. La sua prima apparizione avviene in Hulk: Raging Thunder (agosto 2008).
Si tratta di una supereroina proveniente da un futuro alternativo in cui i suoi genitori sono Hulk e Thundra. Nell'universo Marvel la realtà da cui proviene è denominata Terra 8009 mentre la realtà in cui si dipana la continuity principale degli albi Marvel viene identificata con Terra 616.

## Pubblicazioni

### Pubblicazioni originali
- Hulk: Raging Thunder n. 1, one-shot (agosto 2008)
- Hulk Family: Green Genes n. 1 (febbraio 2009)
- All New Savage She-Hulk (vol. 2[2]) n. 1-4 (2009)
- The Incredible Hulk n. 600-608
- Fall of the Hulks: Savage She-Hulks n. 1-3 (2010)